# حفل افتتاح الألعاب الأولمبية الصيفية 2012

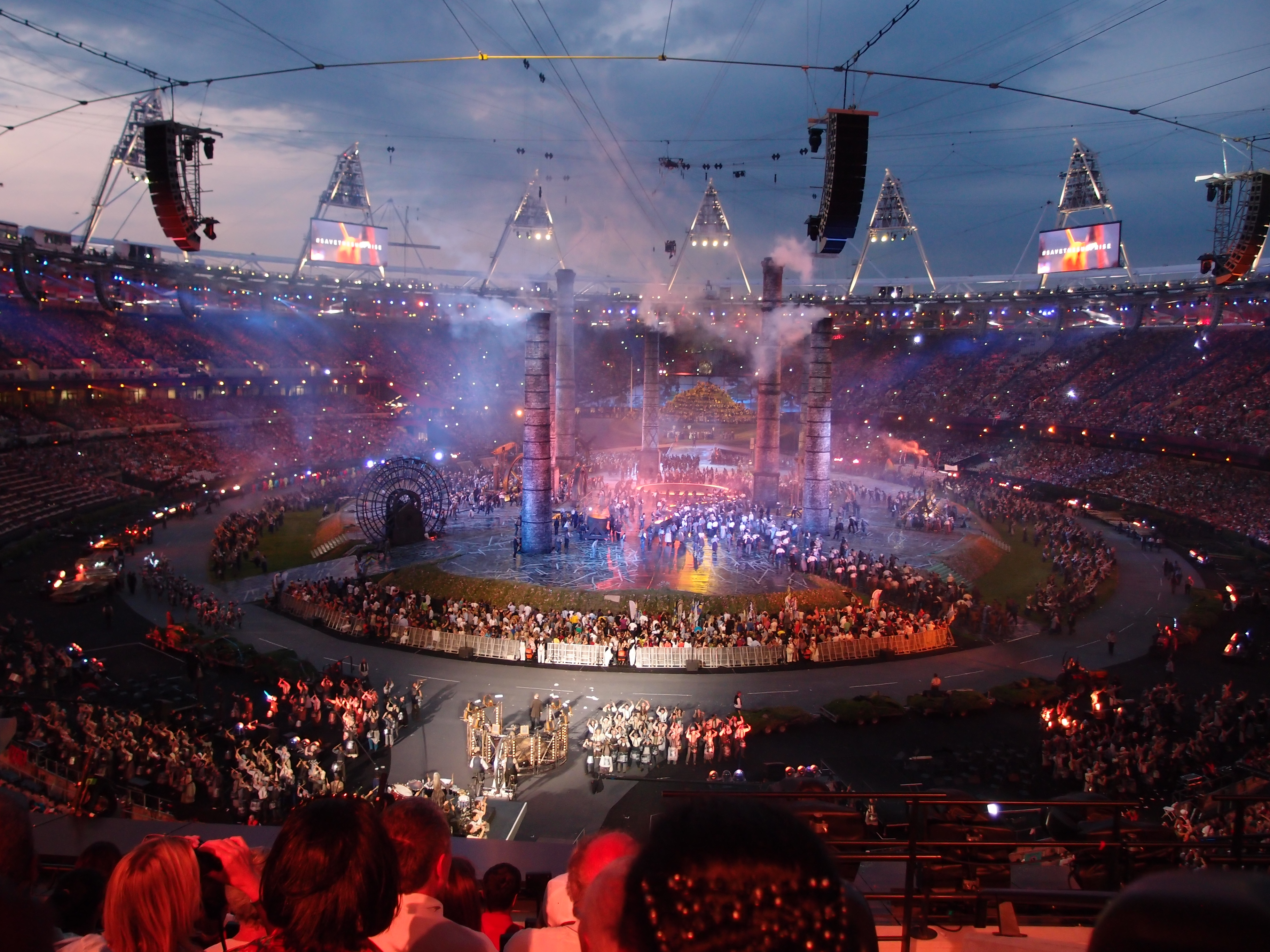

ستصل شعلة اولمبياد لندن 2012 إلى العاصمة البريطانية يوم 18 مايو ستهبط في قاعدة كالدروز البحرية الملكية وقبل ذلك ستقام حفلة في ايونان مهد الألعاب الأوليمبية يوم 10 مايو في حين ان مسيرة الشعلة ستبلغ نحو 12500 كيلو متر وسيتبادل على حمل الشعلة 8 الآف شخص وستمر عبر اسكتلندا وايرالندا الشمالية إلى جانب دبلن عاصمة ايرالندا ثم تصل بعد ذلك إلى استاد حفل الافتتاح ويمبلي.

## رؤساء الدول ورؤساء الحكومات الحاضرين
- إليزابيث الثانية: ملكة الإنجليز.
- مسواتي الثالث: ملك سوازيلاند.
- ألبير الثاني: أمير موناكو.
- أنغيلا ميركل: مستشارة ألمانيا.
- أنيبال كافاكو سيلفا: رئيس البرتغال.
- المنصف المرزوقي: رئيس الجمهورية التونسية.
- دميتري ميدفيديف: رئيس وزراء روسيا.
- ليو دي روبو: رئيس وزراء بلجيكا.
- هاشم ثاتشي: رئيس وزراء الكوسوفو.
- جان مارك أيرولت: رئيس وزراء فرنسا.
- بورتيا سيمبسون ميلر: رئيس وزراء جامايكا.
- يوشيهيكو نودا: رئيس وزراء اليابان.

## شخصيات أخرى حاضرة
- بوريس جونسون: رئيس بلدية لندن.
- الدوق فيليب: دوق إدنبرة.
- الأمير تشارلز: أمير ويلز.
- الدوقة كاميلا: دوقة كورنوال.
- الأمير ويليام: دوق كامبريدج.
- الأميرة كاثرين: دوقة كامبريدج.
- الأمير هنري تشارلز ألبرت ديفيد: أمير بريطانيا.
- الدوق أندرو: دوق يورك.
- الأميرة بياتريس: دوقة يورك.
- الأميرة يوجين: أميرة يورك.
- الأمير إدوارد: أمير وسكس.
- الكونتيسة صوفي: كونتيسة وسكس.
- الأميرة آن: أميرة بريطانيا.
- جاك روج: رئيس اللجنة الأولمبية الدولية.
- لويس هاملتون: سائق سباقات الفورمولا وان.
- ميشيل أوباما: السيدة الأولى للولايات المتحدة.
- محمد علي كلاي: ملاكم.
- فيليب ملك بلجيكا: عندما شارك في حفل الافتتاح كان أميرا ووليا للعهد ثم أصبح بعد عدة أشهر ملكا لبلجيكا.
- ماتيلد دوقة برابانت: دوقة برابانت، كانت في حفل الافتتاح أميرة ثم بعد أقل من سنة أصبحت ملكة بعد اعتلاء زوجها العرش البلجيكي.
- هشام الكروج: عداء مغربي.
- الملكة صوفيا: ملكة إسبانيا.
- روان اتنكيسون: مستر بين

## مقالات ذات صلة
- حفل ختام دورة الألعاب الأولمبية الصيفية 2012
- حفل افتتاح الألعاب البارالمبية الصيفية 2012
- حفل افتتاح الألعاب البارالمبية الصيفية 2008
- دورة الألعاب الأوليمبية.
- ألعاب أولمبية صيفية.
- ألعاب بارالمبية صيفية 2012 في لندن.

## روابط خارجية
- الموقع الرسمي لللجنة الدولية الأولمبية.
- الموقع الرسمي لألعاب لندن الأولمبية 2012.
- الموقع الرسمي للحفلات.
- الموقع الرسمي